# Florentina Casado García
Florentina Casado García, també coneguda per Flora Albaicín (Madrid, 1933 - Barcelona, 1997), fou una bailaora i pedagoga espanyola. Va aprendre l'ofici amb el bailaor sevillà Frasquillo i treballà en teatres madrilenys. Formà parella de ball amb Antonio. Als anys seixanta del segle xx va anar a viure a Barcelona i va actuar al Teatre Grec i al Palau de la Música Catalana, a més d'obrir una escola de dansa. Va ser una balladora amb personalitat i va innovar en el món del flamenc.